# Distrito de Tlaxiaco
El distrito de Tlaxiaco es uno de los 30 distritos que conforman al estado mexicano de Oaxaca y uno de los siete en que se divide la región mixteca. Se conforma de 566 localidades repartidas entre 35 municipios.

## Municipios
| Código INEGI | Municipio                  | Cabecera                   |
| ------------ | -------------------------- | -------------------------- |
| 026          | Chalcatongo de Hidalgo     | Chalcatongo de Hidalgo     |
| 050          | Magdalena Peñasco          | Magdalena Peñasco          |
| 086          | San Agustín Tlacotepec     | San Agustín Tlacotepec     |
| 110          | San Antonio Sinicahua      | San Antonio Sinicahua      |
| 119          | San Bartolomé Yucuañe      | San Bartolomé Yucuañe      |
| 127          | San Cristóbal Amoltepec    | San Cristóbal Amoltepec    |
| 133          | San Esteban Atatlahuca     | San Esteban Atatlahuca     |
| 172          | San Juan Achiutla          | San Juan Achiutla          |
| 210          | San Juan Ñumí              | San Juan Ñumí              |
| 218          | San Juan Teita             | San Juan Teita             |
| 239          | San Martín Huamelúlpam     | San Martín Huamelúlpam     |
| 240          | San Martín Itunyoso        | San Martín Itunyoso        |
| 252          | San Mateo Peñasco          | San Mateo Peñasco          |
| 258          | San Miguel Achiutla        | San Miguel Achiutla        |
| 269          | San Miguel el Grande       | San Miguel el Grande       |
| 297          | San Pablo Tijaltepec       | San Pablo Tijaltepec       |
| 317          | San Pedro Mártir Yucuxaco  | San Pedro Mártir Yucuxaco  |
| 320          | San Pedro Molinos          | San Pedro Molinos          |
| 370          | Santa Catarina Tayata      | Santa Catarina Tayata      |
| 371          | Santa Catarina Ticuá       | Santa Catarina Ticuá       |
| 372          | Santa Catarina Yosonotú    | Santa Catarina Yosonotú    |
| 379          | Santa Cruz Nundaco         | Santa Cruz Nundaco         |
| 382          | Santa Cruz Tacahua         | Santa Cruz Tacahua         |
| 383          | Santa Cruz Tayata          | Santa Cruz Tayata          |
| 397          | Heroica Ciudad de Tlaxiaco | Heroica Ciudad de Tlaxiaco |
| 408          | Santa María del Rosario    | Santa María del Rosario    |
| 430          | Santa María Tataltepec     | Santa María Tataltepec     |
| 444          | Santa María Yolotepec      | Santa María Yolotepec      |
| 445          | Santa María Yosoyúa        | Santa Maria Yosoyúa        |
| 446          | Santa María Yucuhiti       | Santa María Yucuhiti       |
| 480          | Santiago Nundiche          | Santiago Nundiche          |
| 481          | Santiago Nuyoó             | Santiago Nuyoó             |
| 500          | Santiago Yosundúa          | Santiago Yosondúa          |
| 510          | Santo Domingo Ixcatlán     | Santo Domingo Ixcatlán     |
| 532          | Santo Tomás Ocotepec       | Santo Tomás Ocotepec       |

## Demografía
En el distrito habitan 114 761 personas, que representan el 3.02% de la población del estado. De ellos 59 430 dominan alguna lengua indígena.

## Alfarería
En esta región, a diferencia del resto del estado, sólo los hombres hacen alfarería. Hay ocho comunidades produciendo el mismo estilo, el único lugar donde ocurre algo similar es la región de Yojuela en la Sierra Madre del Sur. Merecen una mención especial las ollas inmensas que se elaboran en esta región, en particular las de Las Huertas y Ojite Cuauhtémoc.
En general la alfarería se vende bien en los pueblos, pero lo más interesante es el mercado de los sábados en Tlaxiaco, al que llegan muchos alfareros. Los de San Isidro con sus comales, se encuentran bajo la torre del reloj. Unas cuantas tiendas sobre la carretera en Santa María Cuquila venden una buena selección de esta alfarería.
Las piezas tradicionales de barro que se producen en esta región son: ollas, tazones, cazuelas, jarras y cántaros.